# Żydowce
Żydowce (deutsch Sydowsaue) ist ein Ort in der polnischen Woiwodschaft Westpommern. Er bildet einen Teil des Stadtkreises Stettin.

## Geographische Lage

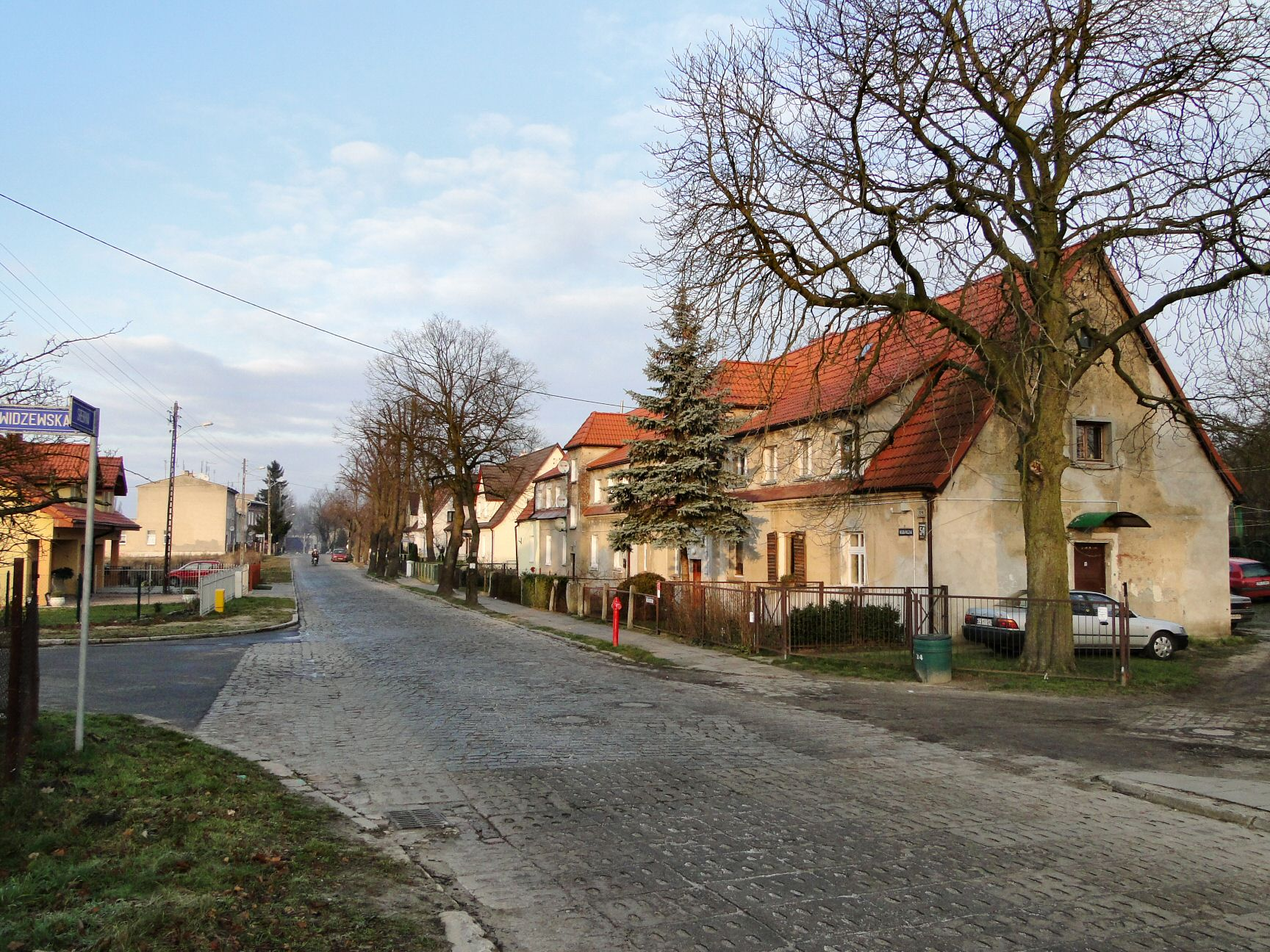
Ortsbild (2009)

Der Ort liegt in Hinterpommern, etwa neun Kilometer südlich des Stadtzentrums von Stettin, am rechten Ufer der Ost-Oder (Reglitz). Weiter flussabwärts liegt Podejuch. Im Osten befindet sich der Stettiner Landschaftsschutzpark Buchheide.
Durch den Ort führt von Nord nach Süd die Landesstraße 31. Gleich südlich des Ortes befindet sich eine Autobahnabfahrt der Autostrada A6.

## Geschichte
Der Ort gehört zu den Oder-Enterprisen, die auf der Grundlage einer Kabinettsordre König Friedrichs der Großen vom 31. Dezember 1746 gegründet wurden. Im damaligen Amt Kolbatz wurde der Klützer Landbruch als Ort einer Neugründung bestimmt. Die Durchführung der Gründung erfolgte durch Richard Christoph Sydow, den Generalpächter des Amtes; nach ihm erhielt die neugegründete Siedlung, die anfangs aus zwölf Siedlerstellen und einem Erbzinsgut bestand, den Namen Sydowsaue (lies: Sydows-Aue).
In den letzten Jahrzehnten des 19. Jahrhunderts entwickelte sich Sydowsaue zu einem Vorort von Stettin mit bedeutender Industrie. 1875 erhielt der Ort Bahnanschluss an der Bahnstrecke Breslau–Stettin. 1903 errichtete Guido Henckel von Donnersmarck in Sydowsaue eine Kunstseidenfabrik, die er 1911 in die Internationale Zelluloseester-GmbH einbrachte, die er gemeinsam mit der Vereinigten Glanzstofffabriken AG aus Wuppertal gegründet hatte. Das Werk entwickelte sich zu einem Großbetrieb mit zeitweise über 2.000 Arbeitnehmern. 1937 erhielt Sydowsaue eine Abfahrt an der neuerrichteten Reichsautobahn Berlin–Königsberg.
Sydowsaue bildete bis 1939 eine Gemeinde im Kreis Greifenhagen im Regierungsbezirk Stettin der preußischen Provinz Pommern des Deutschen Reichs. Die Ortschaft war dem Amtsbezirk Klebow zugeordnet. 
Im Jahr  1934 wurde der Nachbarort Klütz nach Sydowsaue eingemeindet. Mit dem Groß-Stettin-Gesetz 1939 wurde Sydowsaue in die Stadt Stettin eingemeindet.
Nach Ende der Kriegshandlungen des Zweiten Weltkriegs wurde Sydowsaue, wie ganz Hinterpommern, seitens der sowjetischen Besatzungsmacht der Volksrepublik Polen zur Verwaltung unterstellt. Die polnische Administration gab dem Ort den Namen Żydowce. Nach und nach  begann nun die Zuwanderung polnischer Zivilisten.  In der Folgezeit wurde die einheimische Bevölkerung von der polnischen Administration aus dem Kreisgebiet vertrieben.   
Heute bildet Żydowce-Klucz einen Stadtteil von Stettin.

### Demographie
| Jahr | Einwohner | Anmerkungen |
| ---- | --------- | --- |
| 1910 | 1319      | davon 1050 im Dorf und 269 Einwohner im Gutsbezirk                                                                                 |
| 1925 | 2150      | darunter 2008 Evangelische, 47 Katholiken, 26 Konfessionslose und 69 Einwohner ohne Angabe des Glaubensbekenntnisses (keine Juden) |
| 1933 | 3565      | [ 4 ] |
| 1939 | 4354      | nach Eingemeindung von Klütz |

## Kirche
Evangelische Kirche
Sydowsaue war bis 1927 in den älteren Nachbarort Klütz eingepfarrt. 1927 erhielt Sydowsaue ein eigenes Kirchengebäude, einen modernen Ziegelsteinbau.